# Allô grenouille
Chez Verdurette Virginie la grenouille
Allô grenouille est une émission de télévision jeunesse québécoise diffusée du 3 juin au 30 août 1974, et du 2 juin au 29 août 1975 à la Télévision de Radio-Canada durant la pause estivale de Bobino.
Ici Radio-Canada précise :

« Allo grenouille divertira les tout-petits tout au cours de l'été [1974] »

## Description
Allo quoi? Allo grenouille. Mais qu'est-ce que ça peut bien être? Eh bien! c'est le titre, évidemment farfelu, d'une nouvelle émission-jeunesse de Radio-Canada; mais plus important encore, c'est une occasion pour les jeunes téléspectateurs de se divertir et de s'instruire, tout au long de l'été, du lundi au vendredi à 16 heures.
En effet, dans cette nouvelle série, André Cailloux accueillera les enfants dans un monde rempli d'aventures et de découvertes. Entouré de bibelots, de statuettes rares, de jouets de toutes sortes, d'encyclopédies, etc., ce grand ami des jeunes s'amusera à intéresser ces derniers à une foule de phénomènes aussi bizarres qu'extraordinaires. Pour vous mettre la puce à l'horaire, ou si vous préférer à l'oreille, je vous confie (mais n'en glissez mot à personne, j'ai promis à Virginie de ne pas en parler) qu'André Caill<oux mettra notamment au point, avec bien sûr la complicité des tout-p'tits, une horloge à l'eau. Et ce n'est qu'un exemple; d'ailleurs, il a tellement de choses à dire qu'il a fallu lui trouver quelqu'un pour le seconder.
C'est ainsi que les téléspectateurs pourront apprendre à connaître et à aimer Virginie (celle de qui je vous parlais tantôt), une charmante petite grenouille apprivoisée qui se trouve à être la cousine de Verdurette (ils ont d'ailleurs des « airs de famille » frappants). Virginie est tellement curieuse, elle a tellement de choses à voir qu'elle ne sait plus où donner de la tête, et je crois savoir que c'est pour cette raison qu'on lui a entouré le cou d'un collier de nénuphars. Manipulée par Francine Ruel qui lui prête aussi sa voix, Virginie ne ressemble pas du tout à l'image qu'on se fait du batracien ordinaire (et ceci, sans vexer les autres), car elle chante et sait toujours apporter le grain de sel qu'il faut aux merveilleuses anecdotes d'André Cailloux.
Dans ce décor, où habitent en permanence deux perruches, un chimpanzé et des petits poissons, on retrouve un projecteur. Ce dernier sera particulièrement affairé car, tous les jours, les enfants seront invités à regarder leurs dessins animés favoris, ils pourront notamment suivre les aventures de « Kiri le clown », « Le Manège enchanté », « Plume-Plume », « Sourissimo », « Babar, l’éléphant », « Mini-Pruit », « L'Alphabet en images », etc.
Intéresser les tout-p'tits et les inciter à faire des recherches dans les livres, voilà le projet d'André Cailloux qui lui tient le plus à cœur, tous les jours de la semaine, à compter du lundi 3 juin [1974]. Pour y arriver, Allo grenouille compte sur toute une équipe composée de Louise Bourdages (décors), Lise Pépin (graphiques), Denis Paquette (accessoires), Irène Gauthier (bricolages), Pierre Régimbald (créateur de Virginie), Michèle Forget (costumes), Edouard Shrimpton (maquillage), Mario Bruneau (musique), Gaston Schaeffer (direction technique), Denise Panaccio (script-assistante) et Jean Picard (réalisateur). »

## Commentaire
Durant la saison 1974 et 1975, Ici Radio-Canada écrit le titre Allo grenouille, alors que le mot « allô » s’écrit en français avec un accent circonflexe sur la lettre « o ». Radio-Canada a produit, en 1976, une affiche sur l’émission et le titre inscrit était « Allô grenouille » avec un accent circonflexe sur le « o ».
La marionnette de Virginie la grenouille a été conçue par Nicole Lapointe et Pierre Régimbald.
À partir du mercredi, 8 septembre 1976 à 10 h 15, la grenouille Virginie nous revient dans une nouvelle émission de 15 minutes qui portera le nom de Virginie.